# Лекарственная аллергия
Лекарственная аллергия (ЛА) — это вторичная реакция на лекарственные препараты, сопровождающаяся общими или местными клиническими проявлениями. Лекарственная аллергическая реакция развивается только на повторное введение (контакт) препаратов.
Лекарственная аллергия возможна от перорального и от парентерального введения того или иного лекарственного средства.
Наиболее часто аллергическую реакцию вызывают антибиотики, бутадион, аспирин, аминазин, тубазид, пирамидон, бутамид и целый ряд других медикаментов.
Следует иметь в виду, что отравление аспирином и производными салициловой кислоты составляют 20 % всех острых лекарственных интоксикаций.
Лекарственная аллергия - достаточно редкое явление. С аллергией на лекарство могут путать врожденные дефекты отдельных ферментов, которые инактивируют лекарственное средство, и психогенные реакции.

## Симптомы аллергических реакций
Симптомы аллергических реакций разнообразны: крапивница, эритема, волдыри, ангионевротический отёк Квинке, потеря зрения, приступ удушья и даже анафилактический шок с молниеносным смертельным исходом.
Симптомы этого шока: спазм гладкой мускулатуры бронхов, желудочно-кишечные расстройства, крапивница, кожный зуд, геморрагии, коллапс, потеря сознания.
Единственным признаком аллергической реакции может быть длительная лихорадка, особенно на введение антибиотиков. Лекарственная аллергия может вызвать гематологические сдвиги: эозинофилию, которая нередко держится долго даже после отмены лекарственного средства; агранулоцитоз и др.